# Pseudomugil ivantsoffi
Pseudomugil ivantsoffi är en fiskart som beskrevs av Allen och Renyaan, 1999. Pseudomugil ivantsoffi ingår i släktet Pseudomugil och familjen Pseudomugilidae. Inga underarter finns listade i Catalogue of Life.